# Phalangoduna granosa
Genre
Synonymes
- Sempalus Roewer, 1949

Espèce
Synonymes
- Sempalus setulosus Roewer, 1949

Phalangoduna granosa, unique représentant du genre Phalangoduna, est une espèce d'opilions laniatores de la famille des Zalmoxidae.

## Distribution
Cette espèce se rencontre au Costa Rica et au Panama.

## Description
Le mâle holotype mesure 3 mm.

## Publication originale
- Roewer, 1949 : « Über Phalangodiden I. (Subfam. Phalangodinae, Tricommatinae, Samoinae.) Weitere Weberknechte XIII. » Senckenbergiana, vol. 30, p. 11–61.